# Jordan EJ15
O EJ15/EJ15B foi o último modelo da Jordan na temporada de 2005 da F1. Condutores: Tiago Monteiro e Narain Karthikeyan. A versão B é utilizada a partir do GP da Itália; com o modelo EJ15, no GP dos Estados Unidos, Monteiro vai ao pódio pela primeira vez na carreira com o 3º lugar, assim como Portugal, e é o último da Jordan na categoria; com a versão EJ15B, no GP da Bélgica, Monteiro termina em 8º lugar, e é o seu último ponto na carreira, assim como no currículo da equipe irlandesa também. 
Eddie Jordan vendeu sua equipe ao grupo russo Midland.

## Resultados[2]
(legenda) 
| Ano  | Chassi | Motor             | Pneus | N° | Pilotos            | 1   | 2   | 3   | 4   | 5   | 6   | 7   | 8   | 9   | 10  | 11  | 12  | 13  | 14  | 15  | 16  | 17  | 18  | 19  | Pontos | Posição |  |
| ---- | ------ | ----------------- | ----- | -- | ------------------ | --- | --- | --- | --- | --- | --- | --- | --- | --- | --- | --- | --- | --- | --- | --- | --- | --- | --- | --- | ------ | ------- |  |
|      |        |                   |       |    |                    |     |     |     |     |     |     |     |     |     |     |     |     |     |     |     |     |     |     |     |        |         |  |
|      |        |                   |       |    |                    | AUS | MYS | BHR | SMR | ESP | MON | EUR | CAN | USA | FRA | GBR | GER | HUN | TUR | ITA | BEL | BRA | JAP | CHN |        |         |  |
| 2005 | EJ15   | Toyota RVX-05 V10 | B     | 18 | Tiago Monteiro     | 16  | 12  | 10  | 13  | 12  | 13  | 15  | 10  | 3   | 13  | 17  | 17  | 13  | 15  |     |     |     |     |     | 12     | 9º      |  |
| 2005 | EJ15   | Toyota RVX-05 V10 | B     | 19 | Narain Karthikeyan | 15  | 11  | Ret | 12  | 13  | Ret | 16  | Ret | 4   | 15  | Ret | 16  | 12  | 14  | 20  |     |     |     |     | 12     | 9º      |  |
| 2005 | EJ15B  | Toyota RVX-05 V10 | B     | 18 | Tiago Monteiro     |     |     |     |     |     |     |     |     |     |     |     |     |     |     | 17  | 8   | Ret | 13  | 11  | 12     | 9º      |  |
| 2005 | EJ15B  | Toyota RVX-05 V10 | B     | 19 | Narain Karthikeyan |     |     |     |     |     |     |     |     |     |     |     |     |     |     |     | 11  | 15  | 15  | Ret | 12     | 9º      |  |